# Cyprideis beaveni
Cyprideis beaveni är en kräftdjursart. Cyprideis beaveni ingår i släktet Cyprideis och familjen Cytherideidae. Inga underarter finns listade i Catalogue of Life.